# Cappella di Santa Giovanna d'Arco
La Cappella di Santa Giovanna d'Arco (in lingua inglese: St. Joan of Arc Chapel) è un edificio religioso che si trova a Milwaukee (Wisconsin), negli Stati Uniti, all'interno del campus della Marquette University.

## Storia

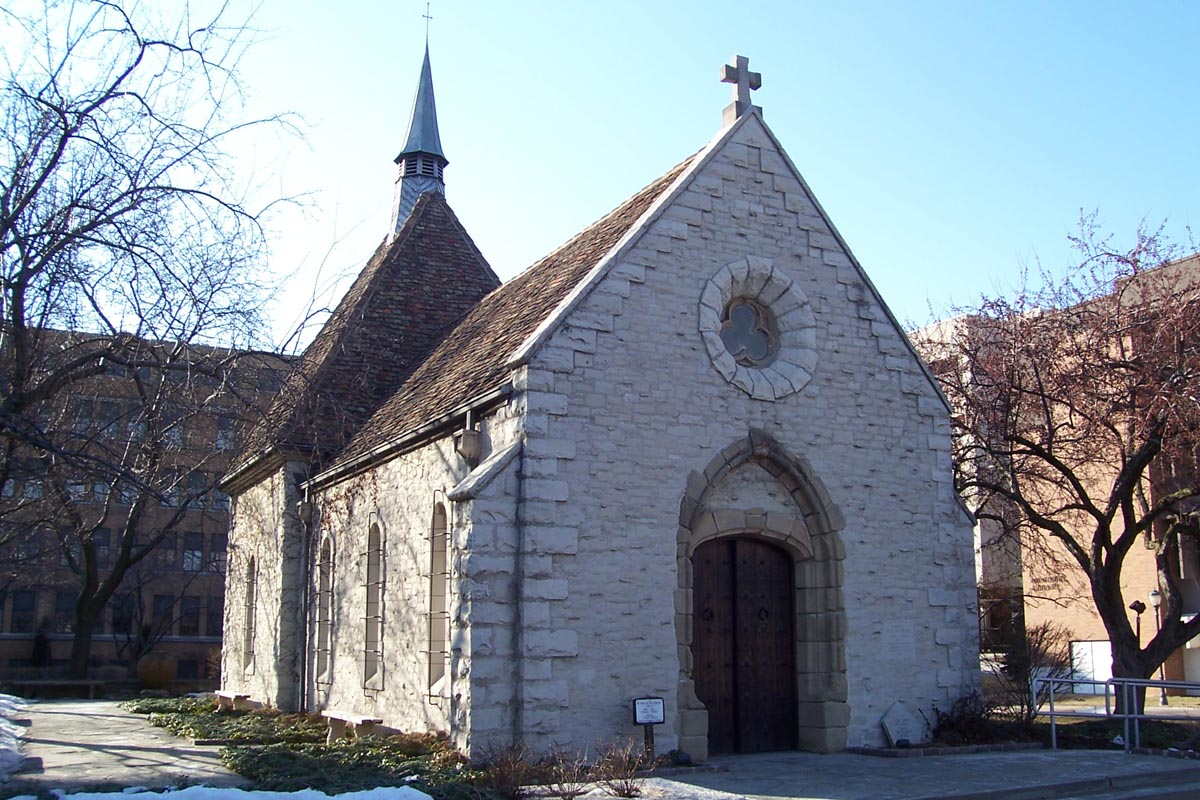
La cappella di Santa Giovanna d'Arco, lato sud.

In origine l'edificio si trovava in Francia, nel comune di Chasse-sur-Rhône a sud di Lione e il suo nome era "Chapelle de St. Martin de Seyssuel".
Si suppone che fu costruito verso la fine del XV secolo in stile gotico ma fu abbandonato durante la rivoluzione francese e cadde in rovina.
Dopo la prima guerra mondiale il giovane architetto francese Jacques Couelle riscoprì i resti della cappella e ne organizzò lo smontaggio e il trasferimento negli Stati Uniti a Brookville, vicino a New York presso la casa di Gertrude Hill Gavin, la figlia di James J. Hill, fondatore della Great Northern Railway.
La cappella fu spedita per nave a New York nel 1927 dove fu ricostruita e restaurata per la nuova proprietaria dall'architetto John Russell Pope.
Dopo la morte della signora Gavin la sua proprietà passò a Marc B. Rojtman e a sua moglie Lillian che decisero di donare la cappella alla Marquette University nel 1964.
Il trasferimento della cappella durò più di nove mesi e la sua ricostruzione, avvenuta sotto la supervisione degli architetti Lucien David e Earnest Bonnamy, otto mesi.
Fu dedicata a Santa Giovanna d'Arco il 26 maggio 1966.